# Chabuata castanea
Chabuata castanea là một loài bướm đêm trong họ Noctuidae.